# Arbeitskreis Außen- und Sicherheitspolitik
Der Arbeitskreis Außen- und Sicherheitspolitik (ASP) ist ein Arbeitskreis der CSU. Mit über 3.000 Mitgliedern ist er einer der größten Arbeitskreise der Partei.

## Aufgaben
Der ASP hat sich zur Aufgabe gestellt, in allen Fragen der Außen-, Sicherheits-, Europa- und Entwicklungspolitik sowohl in die Partei zu wirken, als auch nach außen hin die Positionen der CSU zu vertreten. Für jeden der vier Bereiche schuf man im ASP einen Fachausschuss, der diese Themen abdeckt.
Der ASP will die Mandatsträger der CSU in allen Fragen der internationalen Politik zu beraten, ein Diskussionsforum für die Erörterung sicherheits- und verteidigungspolitischer Themen bieten und die politische Meinungs- und Willensbildung im Sinne einer Stärkung der Bundeswehr, der Gemeinsamen Außen- und Sicherheitspolitik (GASP) der Europäischen Union (EU) sowie der Transformation der NATO mitgestalten.

## Struktur
Der Arbeitskreis verfügt über Bezirksverbände in jedem der Regierungsbezirke Bayerns und in der Landeshauptstadt München. Diese untergliedern sich weiter in Kreisverbände.
Außerdem gibt es Fachausschüsse für die Themen Außenpolitik, Sicherheitspolitik-Bundeswehr, Europa und Entwicklungspolitik.

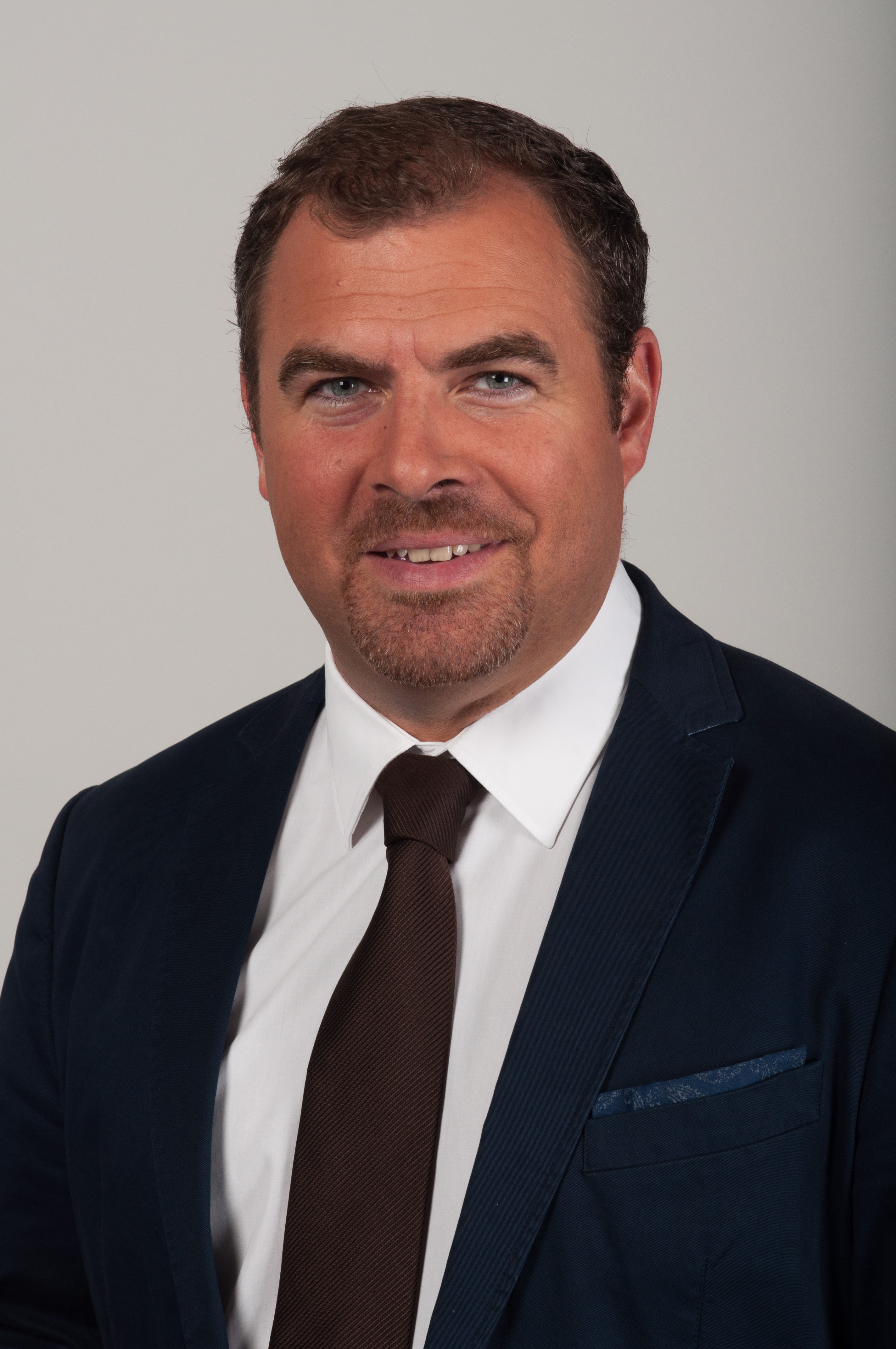
ASP-Landesvorsitzender: Florian Hahn
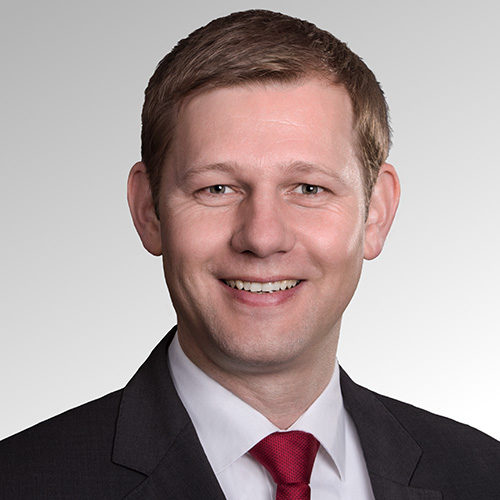
Fachausschuss Außenpolitik, Vorsitzender: Thomas Erndl
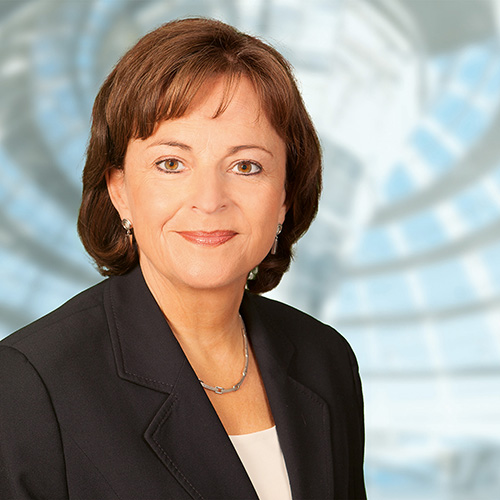
Fachausschuss Europa, Vorsitzende: Marlene Mortler
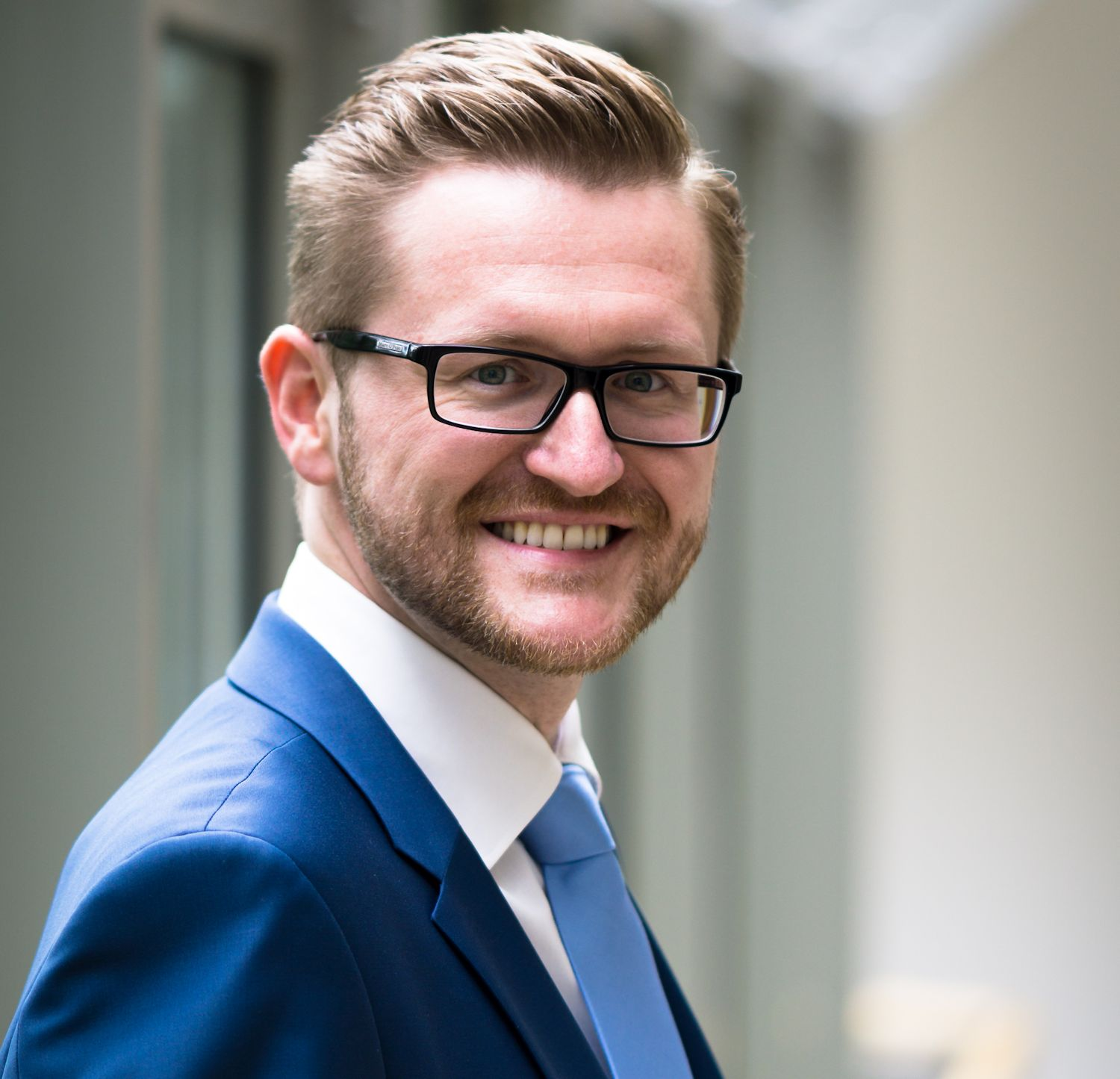
Fachausschuss Entwicklungspolitik, Vorsitzender: Wolfgang Stefinger

## Geschichte
1965 wurde der Wehrpolitische Arbeitskreis (WPA) gegründet. Im November 1993 erfolgte seine Umbenennung zum Wehr- und Sicherheitspolitischen Arbeitskreis. Am 11. Dezember 2004 fusionierte der WPA mit dem Fachausschuss Außenpolitik zum neugegründeten ASP, der einen breiteren Themenbereich abdeckt.

## Landesvorsitzende

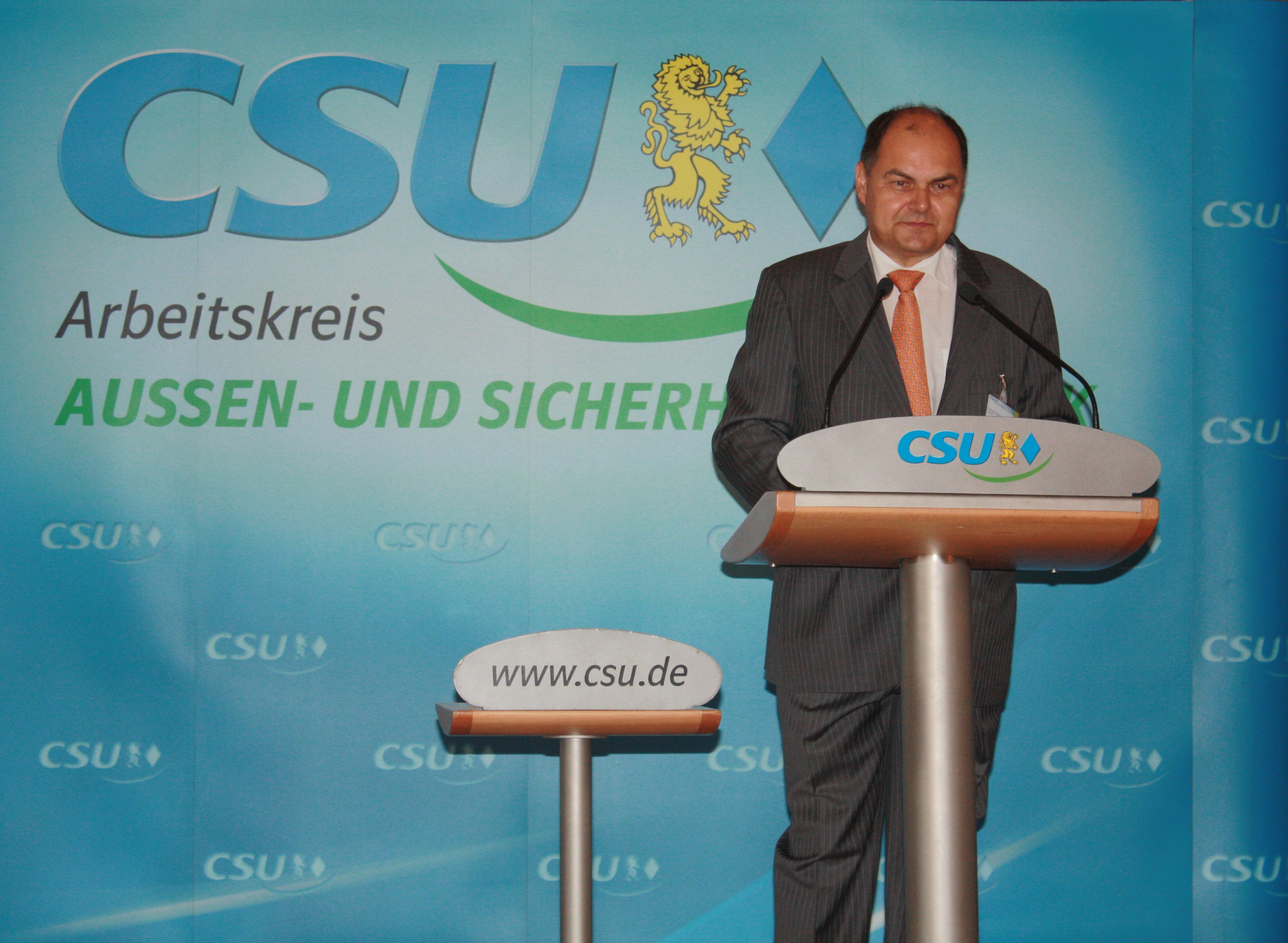
Der damalige Vorsitzender Christian Schmidt bei der Landesdelegiertenversammlung in Bayreuth 2012

- 1965–1969 Erwin Lauerbach
- 1969–1973 Friedrich Zimmermann
- 1973–1979 Franz Handlos
- 1979–1983 Ekkehard Voigt
- 1983–1991 Fritz Wittmann
- 1991–1995 Manfred Weiß
- 1995–2004 Hans Raidel
- 2004–2014 Christian Schmidt[2]
- seit 2014 Florian Hahn[3]